# ابراهیم نونو
ابراهیم داوود نونو یک تاجر و سیاست‌مدار یهودی اهل بحرین است و اصالتی عراقی دارد. او عضو سابق مجلس ملی بحرین و مدیر ارشد اجرائی شرکت بسمه است.